# Biblioteca Pública de Girona Carles Rahola
La Biblioteca Pública Carles Rahola és una biblioteca de la ciutat de Girona que obrí les portes el 23 de desembre de 2014. La inauguració oficial va ser el 13 de gener de 2015. Està ubicada al carrer Emili Grahit. La seu actual va ser construïda pel Ministeri de Cultura del Govern d'Espanya i és gestionada pel Departament de Cultura de la Generalitat de Catalunya. Forma part del Sistema de Lectura Pública de Catalunya i desenvolupa les funcions de biblioteca central comarcal i urbana, especialitzada en publicacions de les comarques gironines, ja que és la receptora del Dipòsit Legal d'obres impreses a la demarcació. Amb 8.073 m² construïts i 7.055 m² útils distribuïts en quatre plantes, és la biblioteca pública més gran de Catalunya. Des del novembre del 2024, i en la seva segona etapa, Sílvia Sanahuja Ensesa ocupa el càrrec de directora, després de Maria Àngels Prat Masferrer (2021-2024), Sílvia Sanahuja (2017-2021) i Lourdes Reyes i Camps (2012-2017). A l'antic emplaçament, la biblioteca havia estat dirigida per Teresa García Panadés (1987-2012) i Enric Mirambell Belloc (1949-1987).
El nom de la Biblioteca ret homenatge al literat, publicista i historiador Carles Rahola i Llorens. El nom va ser acordat pel Departament de Cultura i l'Ajuntament de Girona el 7 de febrer de 2014, a proposta del consistori municipal.

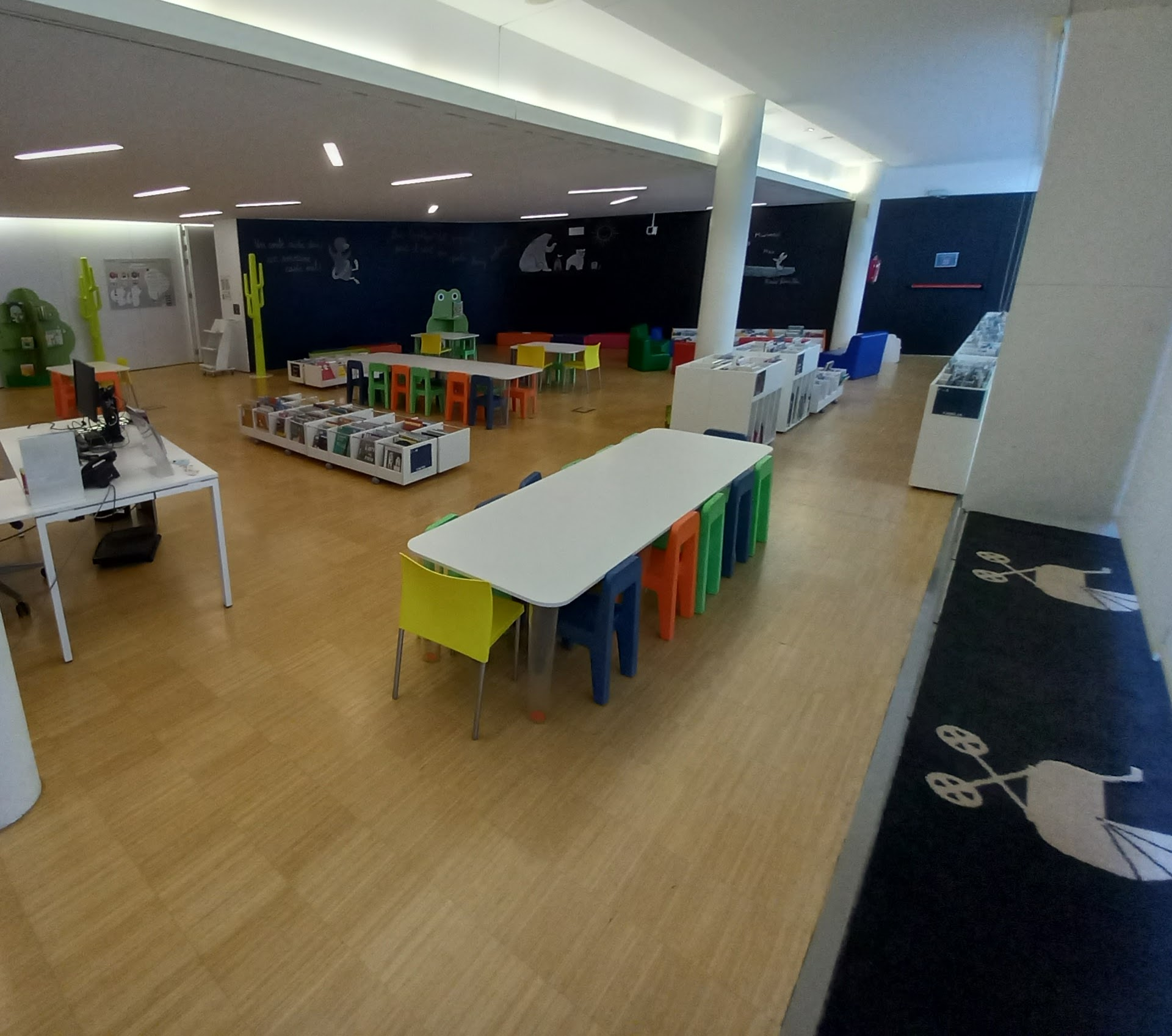
Sala de primera lectura (juliol 2025)

## Història

### Inicis a l'Institut Vell
Com a conseqüència de la desamortització dels béns eclesiàstics i de la supressió dels ordes religiosos (1836-1851), i amb la finalitat de reunir els llibres dels convents abandonats, es van crear les biblioteques públiques a les capitals de província, a les seus dels instituts d'ensenyament mitjà o de les universitats, segons els casos. La de Girona es va crear el 1848, i es va instal·lar al carrer de la Força, a l'Institut Vell (antic convent de caputxins i actualment  Centre de Recerca i Difusió de la Imatge i sala d'exposicions del Museu d'Història de la Ciutat). Comptava amb uns 4.500 volums.

### Casa de Cultura de Girona
El 1951, la biblioteca es trasllada al número 6 de la plaça de l'Hospital, a l'edifici de l'antic Hospici (1785-1963) construït pel bisbe Tomàs de Lorenzana. El 1956 s'obre la sala infantil i juvenil de la biblioteca, que s'instal·là a l'antic pavelló de lactància de l'Hospici. El 1958 es va publicar el Decreto sobre Depósito legal, pel qual passà a ser el centre receptor de tot allò que s'imprimia a la província (llibres, revistes, postals... i posteriorment cd, dvd, etc.)
A partir dels anys 60 fins al seu trasllat el 1985, l'edifici acull el fons de l'Arxiu Històric Provincial (avui Arxiu Històric de Girona), que des de la seva creació el 1952 ocupava l'espai que la biblioteca havia deixat al carrer de la Força. El 1966 s'inaugurà la Casa de Cultura, en què la Biblioteca i Casa de Cultura van unir els seus esforços. En el decurs dels anys l'edifici va ser objecte de diverses ampliacions: El 1977 es va construir una entreplanta destinada a oficines i direcció, cosa que va permetre guanyar un espai dedicat exclusivament als investigadors.
El 1982 la gestió de la Biblioteca passa a dependre de la Generalitat de Catalunya. L'Arxiu, la Casa de Cultura i el Centre Provincial Coordinador de Biblioteques, denominat des de llavors Central de Biblioteques, tan estretament vinculades fins aleshores sota un mateix director, van iniciar una nova etapa com a institucions clarament diferenciades. Durant els anys 90 es va iniciar la informatització del catàleg i es van fer algunes reformes a les sales per donar cabuda a una col·lecció més gran en lliure accés, així com una zona de consulta específica premsa i revistes, i el 1998 se celebrà el 150è aniversari de la Biblioteca A finals de 2014, la Diputació de Girona i l'Ajuntament signen un conveni per traslladar la Biblioteca Ernest Lluch, com a biblioteca local de proximitat, a les dependències de la Casa de Cultura.

### Construcció i trasllat al nou edifici

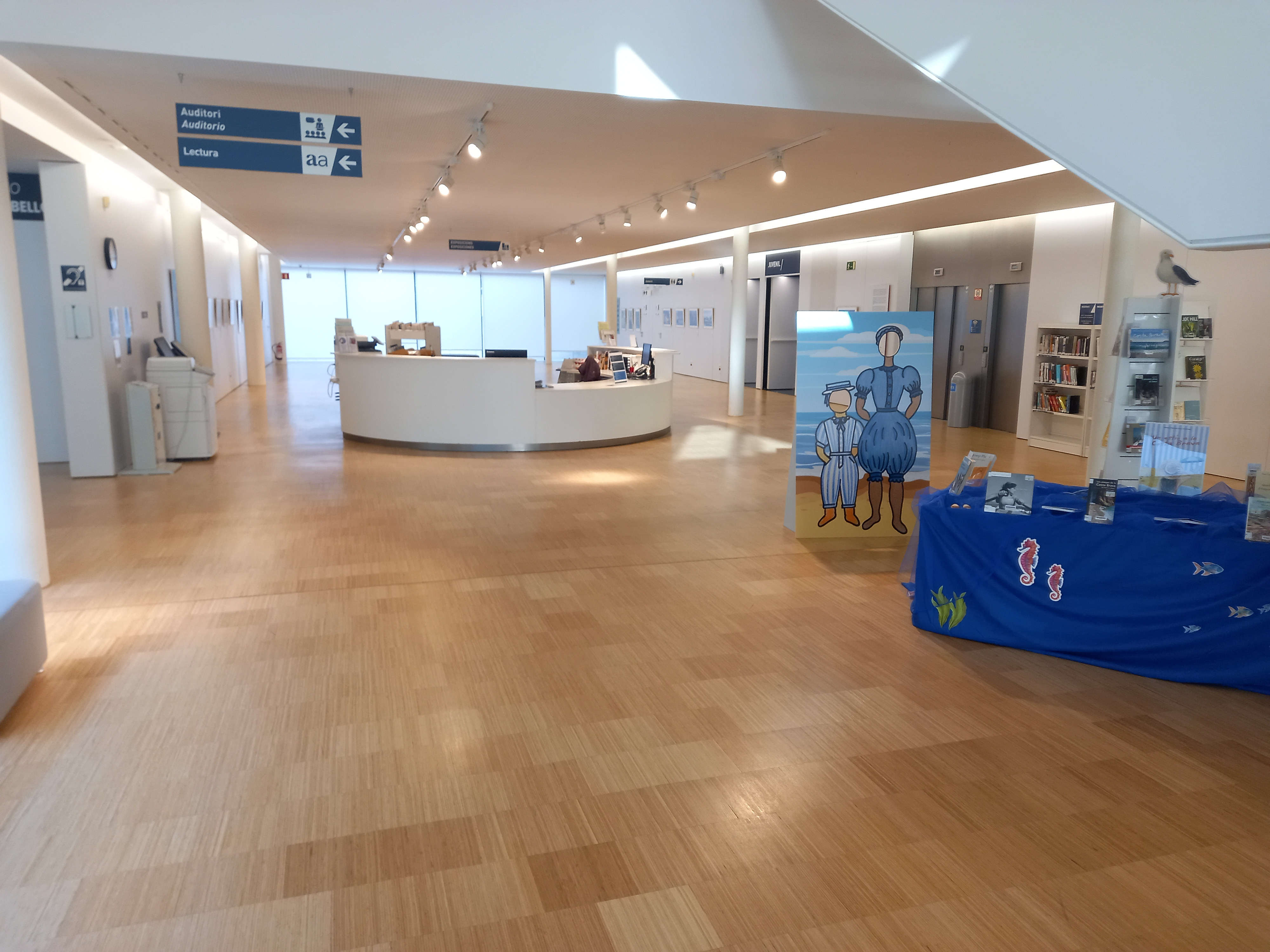
Detall del vestíbul de la biblioteca (juliol 2025).

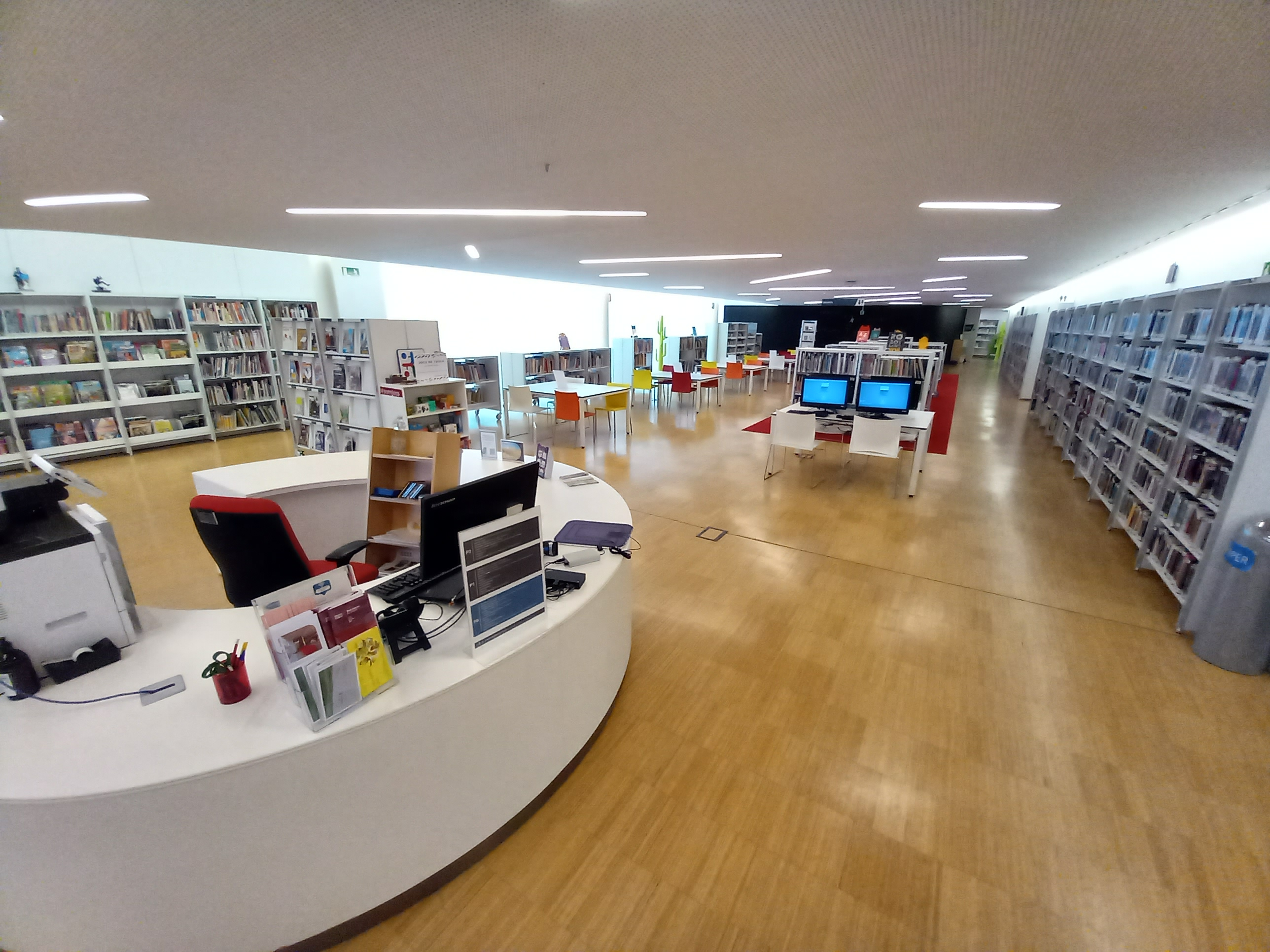
Detall de la sala infantil (juliol 2025).

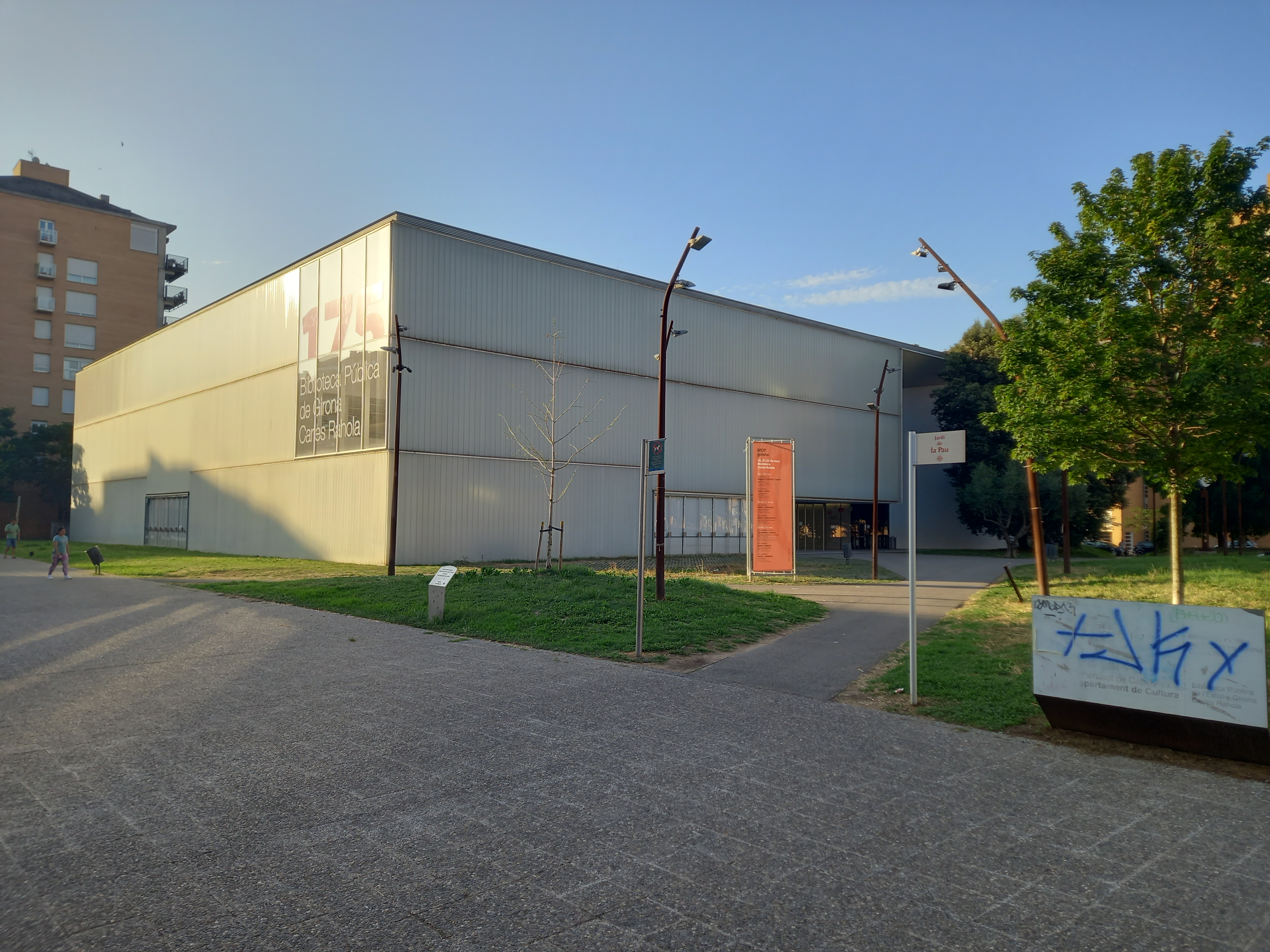
Façana de la biblioteca (juliol 2025).

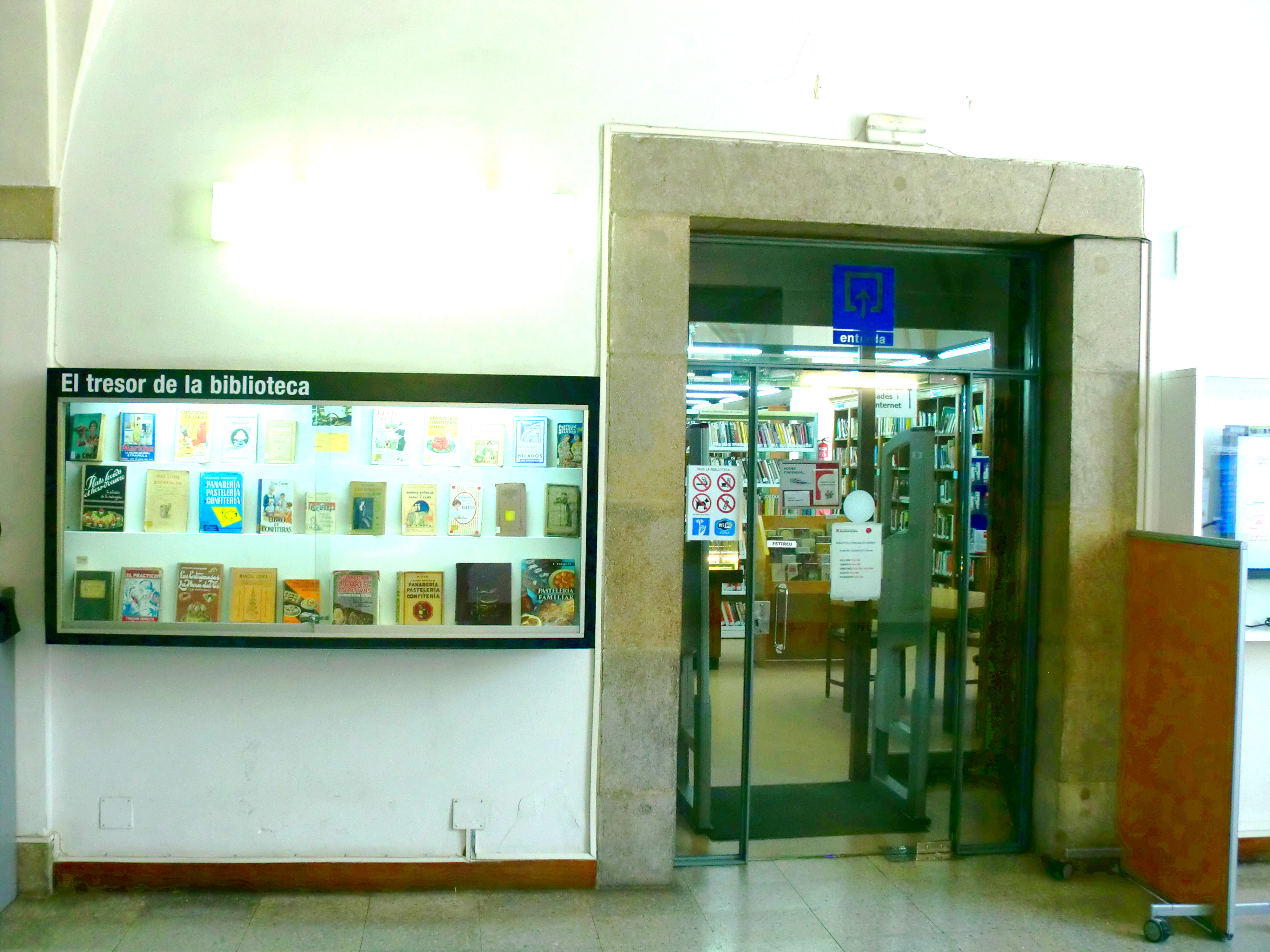
Antiga entrada a la Biblioteca, a la Casa de Cultura

El 2005, l'Ajuntament de Girona va oferir un solar per a la construcció del nou edifici. Un any després, el 2006, el Ple de l'Ajuntament de Girona va acordar la cessió al Ministeri de Cultura d'uns terrenys a la zona de les Casernes (carrer Emili Grahit) perquè l'Estat hi construís la futura seu de la biblioteca i el 2 d'octubre d'aquest mateix any es va signar l'acord entre la Generalitat, l'Ajuntament i el Ministeri de Cultura per dur a terme el projecte de la nova seu.
El 2008 es va convocar i atorgar el concurs de redacció del projecte d'obres de la nova seu de la biblioteca, concurs del qual s'adjudicà la redacció del projecte d'obres a Corea Morán Arquitectura, SL, per un import de 664.563 euros. El 2010 es va presentar el projecte a l'Ajuntament de Girona, conjuntament amb una futura seu de l'Arxiu Històric de Girona, que no s'acabà duent a terme.
El 18 de febrer de 2011 van començar les obres de la nova biblioteca, adjudicades per un import d'11.581.214 euros. El Departament de Cultura i l'Ajuntament de Girona van signar el 23 de novembre de 2012 un acord per a la creació de dues comissions, una de trasllat i seguiment de les obres de la Biblioteca Pública de Girona i una altra de coordinació d'aquesta biblioteca amb la Xarxa de biblioteques urbana. El 2 de setembre de 2013 es va tancar la seu de la Casa de Cultura per començar les tasques de trasllat.
L'edifici va ser construït pel Govern d'Espanya, amb un cost de construcció de 15.580.000 euros, finançats pel Ministeri d'Educació, Cultura i Esports espanyol. El Departament de Cultura va rebre les claus i la documentació tècnica de la Biblioteca Carles Rahola de Girona l'1 de setembre de 2014. El nou edifici és set vegades més gran que la seu anterior. Amb aquest acte, la Generalitat passava a gestionar aquest equipament i començà a traslladar el fons bibliogràfic de la biblioteca, amb més de 290.000 volums. Per la seva banda, el Ministeri de Cultura, un cop adjudicades les obres d'urbanització de l'entorn de la biblioteca dugué a terme les obres, i passava a fer-se càrrec de les obres de reparació dels elements constructius de l'edifici i les seves instal·lacions. Durant la tardor de 2014 es van traslladar uns 5.000 documents diaris entre biblioteques, amb la voluntat que aquest equipament cultural pogués entrar en funcionament a finals de l'any 2014.

### Inauguració i primers mesos
La Biblioteca va obrir les portes el dia 23 de desembre de 2014 a les 10 del matí i la inauguració institucional va tenir lloc el 13 de gener de 2015. Va rebre 87.489 visitants en els tres primers mesos des de la seva obertura.
En els primers 6 mesos de vida va rebre 175.233 visitants i van expedir 1.991 carnets de soci i 22.345 connexions a internet. Al cap de deu anys, el 2024, va acollir 324.197 visites presencials i 822.880 accessos en línia a webs i recursos de la pròpia biblioteca. La Biblioteca Carles Rahola va obtenir el Premi Accèssit al IV Premi Teresa Rovira 2016, celebrat el 3 de novembre del 2016.

## Característiques
La Biblioteca Pública Carles Rahola de Girona compta (2024) amb un fons de 223.576 documents, dels quals 196.461 són llibres, 37.100 revistes, 10.396 audiovisuals, i 6.962 altre tipus de suports, com fullets, ex-libris, gravats, postals, etc. El fons catalogat és de 199.309 documents, dels quals uns 19.446 són de fons antics.
El gener de 2015, el Departament de Cultura i l'Ajuntament de Girona signen un conveni per coordinar les biblioteques públiques de la ciutat (la Biblioteca Carles Rahola més quatre biblioteques de titularitat municipal: la Biblioteca Antònia Adroher, la Biblioteca Ernest Lluch, la Biblioteca Just M. Casero i la Biblioteca Salvador Allende) sota la denominació Biblioteques de Girona, amb l'objectiu de desplegar una política comuna en matèria de lectura pública per aprofitar les sinergies i oferir més i millors serveis bibliotecaris a la ciutat.

### Espais i distribució
- Planta baixa: Cafeteria, Informació, sala d'exposicions, auditori Enric Mirambell, Quiosc d'actualitat, Novel·la i poesia, sala infantil i juvenil, sala de primera lectura.
- Primera planta: Mediateca, Sala 33 RPM, Gaudeix, En Forma, Forma't i Emprèn, Arts i ciències, Sala de treball en grup, Aula polivalent i Aula de formació.
- Segona planta: Girona: patrimoni i cultura (col·lecció local), Auditori petit, Literatura, Món del Llibre, Història i societats, Pensament i creences.
- Planta -1: Dipòsit i oficines.

### Serveis específics
La biblioteca disposa de diversos serveis específics, entre els quals la cessió d'ús d'una sala de treball en grup i una sala d'escolta de discs de vinil (sala 33 RPM), accés a internet a través de wifi o des dels terminals públics, préstec de jocs de taula i videojocs, agenda cultural pròpia i oferta de clubs de lectura, consulta del fons patrimonial de la biblioteca i cessió d'espais a entitats sense afany de lucre.